# Кресанж
Кресанж (фр. Cressanges) насеље је и општина у централној Француској у региону Оверња, у департману Алије која припада префектури Мулен.
По подацима из 2011. године у општини је живело 671 становника, а густина насељености је износила 16,07 становника/km². Општина се простире на површини од 41,76 km². Налази се на средњој надморској висини од 426 метара (максималној 475 m, а минималној 298 m).

## Демографија
| 1962. | 1968. | 1975. | 1982. | 1990. | 1999. | 2011. |
| ----- | ----- | ----- | ----- | ----- | ----- | ----- |
| 797   | 884   | 710   | 693   | 715   | 670   | 671   |

График промене броја становника у току последњих година